# Ahura Mazda
Ahura Mazda (na perzijskom jeziku „Gospodar pamet“, - Na Av. Mazdâ je pridjev koji doslovno znači "onaj koji sve stavlja na pamet", odnosno "pomet / pamet", a na staroperzijski zovu ga i  Ormusd ili Ormus) je od Zoroastera osnovana stara perzijska vjere Parsisma (Zoroastrizma). Bog stvaratelj svijeta Nenok i Getije. On je predstavljao moć svjetla, stvaratelj je i održavaoc svijeta, čovječanstva i bog plodnosti i živih bića. Na klinastom pismu perzijskih kraljeva nalazi se i pod imenom  Auramazda.